# Фауна Северной Македонии

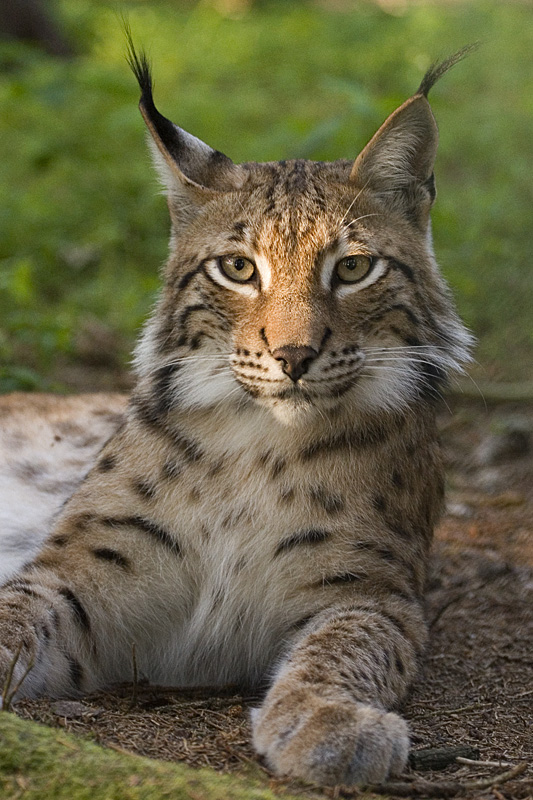
Рысь встречается в Северной Македонии

Фауна Северной Македонии имеет сложную зоогеографическую структуру. Она содержит фаунистические элементы различного происхождения и характеризуется высокой степенью реликтовых и эндемичных форм. Таксономическое разнообразие тоже присутствует; общее количество зарегистрированных видов животных составляет 10 354.
Фауна лесов Северной Македонии разнообразна и включает медведей, кабанов, волков, лисиц, белок, серн и оленей. Рысь встречается, хотя и очень редко, в горах запада Северной Македонии, в то время как оленей можно найти в районе Демир-Капия. Среди лесных птиц — черноголовая славка, глухарь, тетерев, могильник и серая неясыть.
Три природных озера страны, Охрид, Преспа и Дойран, представляют собой отдельные фаунистические зоны, что свидетельствует об их длительной территориальной изоляции. Фауна Охридского озера является реликтом более ранней эпохи. Это озеро широко известно своей форелью-летницей, озёрным сигом, пескарём, плотвой, подустом, и пиором, а также некоторыми видами улиток, род которых старше 30 миллионов лет; похожие виды можно найти только на озере Байкал. Охридское озеро также обращает на себя внимание благодаря зоологическим исследованиям речного угря и его загадочного репродуктивного цикла: он доходит до Охридского озера из далёкого Саргассова моря, за тысячи километров, и скрывается в глубинах озера на 10 лет. Когда угорь достигает возраста полового созревания, он, движимый необъяснимым инстинктами, осенью отправился обратно к месту своего рождения. Там он нерестится и умирает, оставляя своих отпрысков искать Охридское озеро, чтобы начать цикл заново.
| Тип             | Количество видов | Эндемизм |
| --------------- | ---------------- | -------- |
| Простейшие      | 113              | 32       |
| Губки           | 10               | 6        |
| Плоские черви   | 85               | 35       |
| Стрекающие      | 2                |          |
| Немертины       | 1                |          |
| Коловратки      | 269              |          |
| Нематоды        | 553              |          |
| Моллюски        | 366              | 131      |
| Кольчатые черви | 186              | 48       |
| Членистоногие   | 8234             | 383      |
| Хордовые        | 535              | 30       |